# Batalla de Solicinium

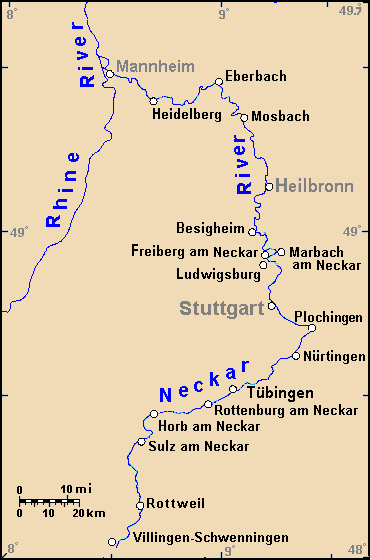
Mapa de la cuenca del Neckar en el suroeste de Alemania, que muestra las ciudades más grandes y los nombres de los ríos. Los nombres de las grandes ciudades se han vuelto a etiquetar con fuente Arial o Arial Narrow, los nombres de las regiones están etiquetados en letra cursiva. Alemania contiene más de 3.500 ciudades/pueblos, pero están dispersos uniformemente alrededor de los pueblos principales.

La Batalla de Solicinium se libró en el año 368 entre el ejército del Imperio romano y los alamanes.  El ejército romano fue dirigido por el emperador Valentiniano I.
Sobre la campaña del emperador Valentiniano I y la batalla contra los alamanes cerca de Solicinium escribió el historiador romano Amiano Marcelino en su libro "Res Gestae" (libro 27/10): "Hecho esto, el Emperador continuó la marcha, aunque más despacio, hasta que llegó al punto llamado Solicinium." En los alrededores de este lugar la batalla comenzó y se prolongó por mucho tiempo. Al final, los romanos ganaron la batalla y derrotaron estrepitosamente a los alamanes.
Amiano Marcelino describió el paisaje exactamente. Sin embargo, no se sabe con certeza dónde está este lugar llamado Solicinium. Posiblemente se trata de Schwetzingen. Las desinencias -inium e -ingen tienen la misma función y So - lic y Su - ez son semejantes. Además, Schwetzingen tiene un barrio que se llama Schälzig. Es una palabra alemana que significa pelada (de verdura o fruta) y que es muy rara para un topónimo y que parezca corresponder más bien a Solic-. La presunción que se pueda tratar de la latinización y alemanización de un topónimo antiguo es apoyada por el hecho que se descubrieron las huellas de uno de los cementerios más grandes de la cultura de la cerámica de bandas en el Suroeste de Alemania lo que significa que ahí ya había un asentamiento hace más de 7000 años.